# Johan Neumann
Johan Jens Neumann (født 2. juni 1860 i København, død 26. februar 1940 sammesteds) var en dansk maler.
Johan Neumann lærte at male ved sin farbror Carl Neumann. Han blev som sin farbror marinemaler.